# Hoherija
Hoherija (lat. Hoheria), rod listopadnih i vazdazelenih grmova i drveća iz porodice Malvaceae, dio tribusa Malveae. postoji svega nekoiliko vrsta koje rastu na Sjevernom i Južnom otoku, Novi Zeland

## Vrste
1. Hoheria angustifolia Raoul
2. Hoheria equitum Heads
3. Hoheria glabrata Sprague & Summerh.
4. Hoheria lyallii Hook.f.
5. Hoheria populnea A.Cunn.
6. Hoheria × sexangusta Allan
7. Hoheria sexstylosa Colenso